# Одесский государственный литературный музей
«Оде́сский госуда́рственный литерату́рный музе́й» — литературный музей, основанный в 1977 году и расположенный в городе Одессе Одесской области Украины.
Музей размещён в старинном двухэтажном здании дворца российского князя Дмитрия Ивановича Гагарина по улице Ланжероновской (дом № 2), построенном в конце 1850-х — начале 1860-х годов.
Является одним из крупнейших региональных литературных музеев Украины.

## История

Мемориальная доска Брыгину Н. А., основателю Одесского литературного музея.
Одесса, ул. Ланжероновская, дом № 2 (на стене у центрального входа в здание Одесского литературного музея).

Одесский литературный музей основан в Украинской ССР в 1977 году по инициативе Никиты Алексеевича Брыгина, открылся для посетителей в 1984 году.
Здание музея находится в исторической части города Одессы на улице Ланжероновской (с 1920 по 1991 годы улица носила название Ласточкина), дом № 2. Это построенный по проекту архитектора Людвига Оттона в начале 50-х годов XIX века дворец князя Дмитрия Ивановича Гагарина. Интерьеры дворца сочетают различные архитектурные стили: классицизм, барокко и ампир. Историки утверждают, что в парадной «Золотой зале» давал концерт венгерский композитор и пианист Ференц Лист.
В 1898 году Одесская городская дума, арендовавшая дворец у Гагариных, передала здание Одесскому литературно-артистическому обществу, которое объединяло писателей, художников, музыкантов и актёров. Членами общества были И. А. Бунин, М. Л. Кропивницкий, В. М. Дорошевич, К. И. Чуковский и В. Е. Жаботинский. Заседания и вечера общества проводились по 1903 год. Здесь Иван Бунин читал свой перевод поэмы Лонгфелло. В 1900 году здесь также выступала украинская актриса Мария Заньковецкая, производил огромное впечатление на публику своими выступлениями и статьями Владимир Жаботинский — сионист, будущий идеолог создания государства Израиль.
До переезда в Москву в музее работала Марина Лошак, назначенная в 2013 году директором Государственного музея изобразительных искусств имени А. С. Пушкина.
Ежегодно Одесский литературный музей посещают от 100 000 до 120 000 человек. Помимо постоянно действующей экспозиции, в музее регулярно проводятся выставки, посвящённые юбилеям писателей, а также литературные вечера, концерты классической и джазовой музыки, презентации книг, конференции.

## Филиалы музея
Одесский государственный литературный музей, основанный в 1977 году, имеет следующие филиалы:
1. Литературно-мемориальный музей А. С. Пушкина. — Музей создан в 1959 году решением Одесского облисполкома и открыт для посетителей 18 июня 1961 года. Расположен на улице Пушкинской (дом № 13) в Одессе[3].
2. Мемориальный музей С. И. Олейника. — Музей открыт 3 апреля 1983 года, в 1999 году стал филиалом Одесского государственного литературного музея. Расположен на улице Ленина в селе Левадовка Николаевского района Одесской области[4].
3. «Сад скульптур». — Филиал основан в 1995 году. Расположен на территории двора Одесского государственного литературного музея, входящего в комплекс дворца князя Дмитрия Гагарина. Автор проекта и создатель экспозиции «Сад скульптур» − заслуженный работник культуры Украины Л. В. Липтуга. В экспозиции «Сада скульптур» − семнадцать работ, выполненных современными скульпторами и посвящённых одесским писателям, литературным героям и персонажам одесского фольклора[5].
4. Мемориальный музей К. Г. Паустовского. — Музей основан в 1998 году общественной организацией «Литературное товарищество „Мир Паустовского“», в 1999 году стал филиалом Одесского государственного литературного музея. Расположен на улице Черноморской (дом № 6) в Одессе[6].
5. Мемориальный музей имени Христо Ботева. — Музей открыт 25 октября 2008 года. Создан по инициативе Одесской областной государственной администрации, при активном участии председателя сельсовета Н. Д. Волканова. Расположен на улице Ленина (дом № 81-б) в селе Задунаевка Арцизского района Одесской области[7].

## Фотогалерея

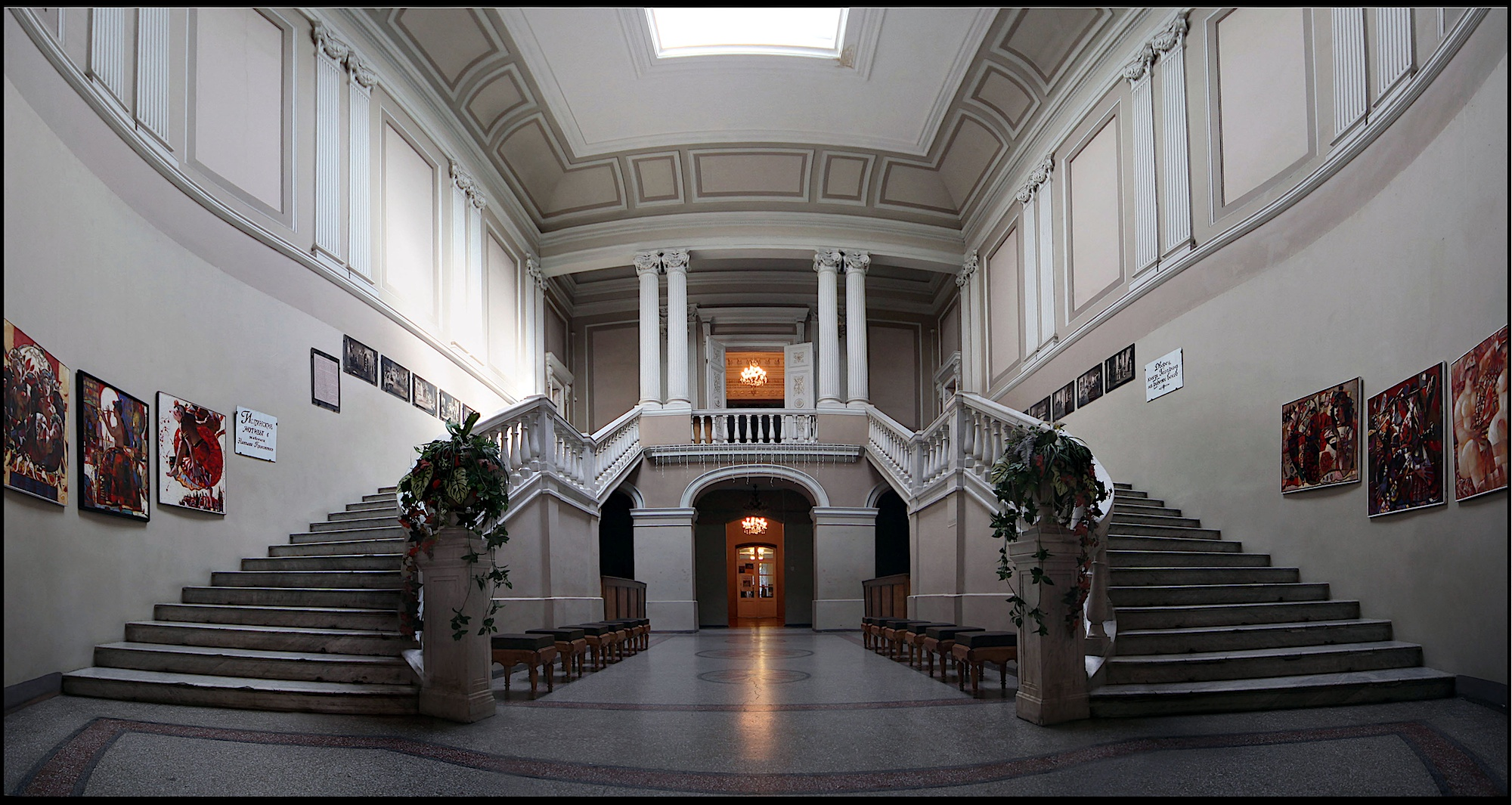
В интерьерах музея.
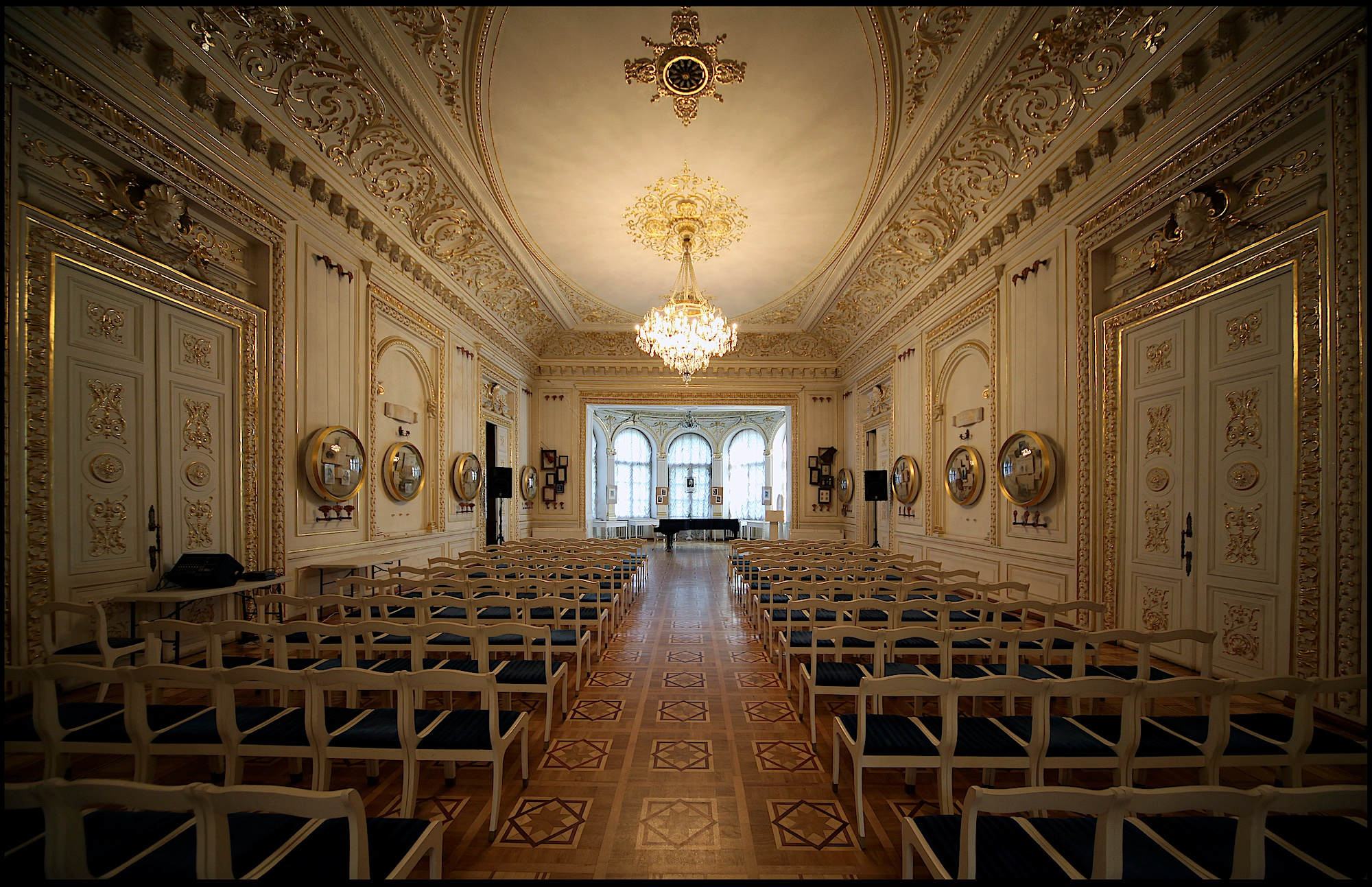
В интерьерах музея.
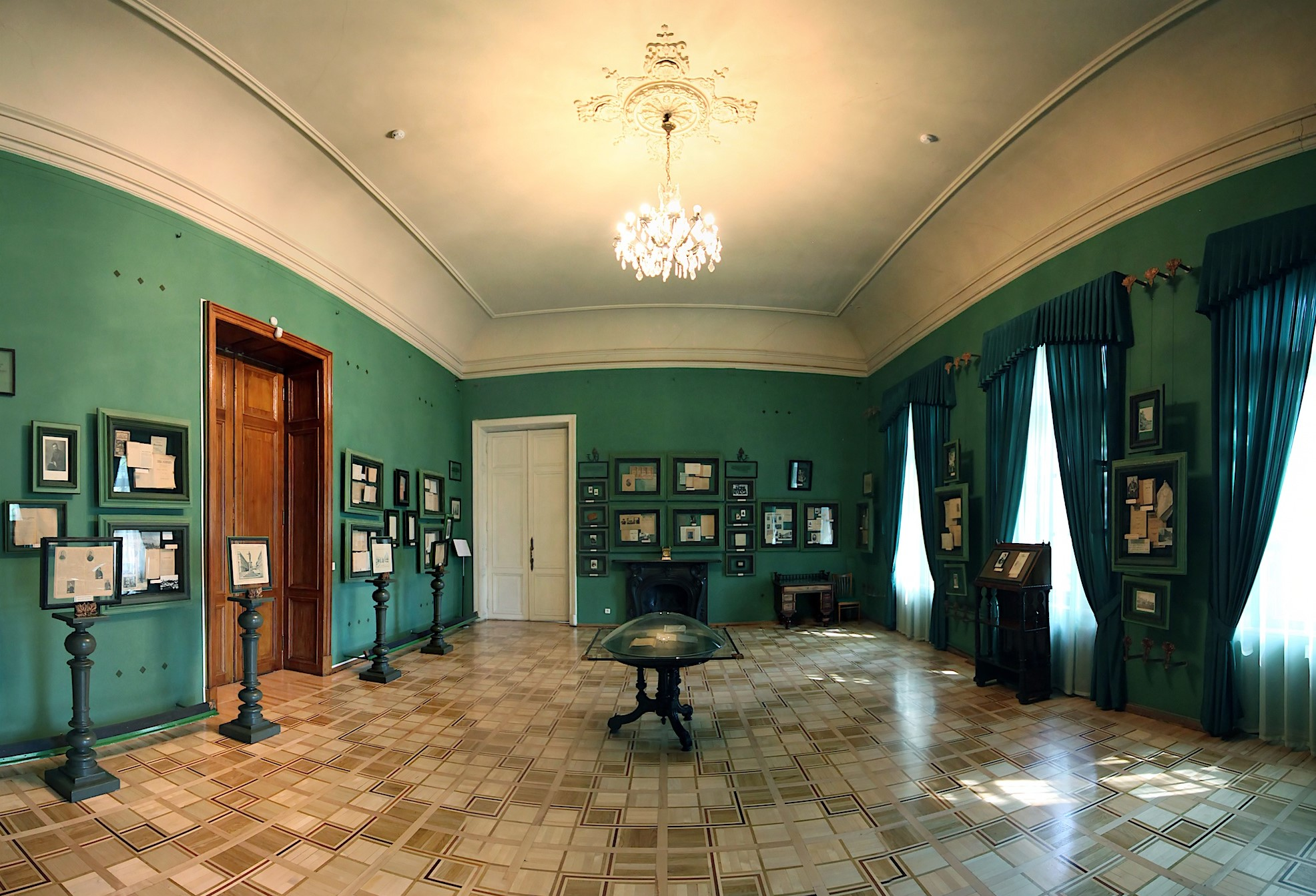
В интерьерах музея.